# Los Angeles Sharks
Los Angeles Sharks byl profesionální americký klub ledního hokeje, který sídlil v kalifornském městě Los Angeles. V letech 1972–1974 působil v profesionální soutěži World Hockey Association. Sharks ve své poslední sezóně v WHA skončily v základní části. Své domácí zápasy odehrával v hale Long Beach Arena s kapacitou 11 200 diváků. Klubové barvy byly červená a černá.
Zanikl v roce 1974 po přestěhování frančízy z Los Angeles do Detroitu.

## Umístění v jednotlivých sezonách
Stručný přehled
Zdroj: 
- 1972–1974: World Hockey Association (Západní divize)

Jednotlivé ročníky
Zdroj: 
Legenda: Z - zápasy, V - výhry, VP - výhry v prodloužení, R - remízy, P - porážky, PP - porážky v prodloužení, VG - vstřelené góly, OG - obdržené góly, +/- - rozdíl skóre, B - body, KPW - Konference Prince z Walesu, CK - Campbellova konference, ZK - Západní konference, VK - Východní konference, fialové podbarvení - reorganizace, změna skupiny či soutěže
| USA / Kanada (1972 – 1974) |                      |        |    |    |    |   |    |    |     |     |      |    |        |             |
| Sezóny                     | Liga                 | Úroveň | Z  | V  | VP | R | PP | P  | VG  | OG  | +/-  | B  | Pozice | Play-off    |
| 1972/73                    | WHA (Západní divize) | –      | 78 | 37 | –  | 6 | –  | 35 | 259 | 250 | +9   | 80 | 3.     | Čtvrtfinále |
| 1973/74                    | WHA (Západní divize) | –      | 78 | 25 | –  | 0 | –  | 53 | 239 | 339 | -100 | 50 | 6.     | –           |